# Concours musical international Reine Élisabeth de Belgique 2004
Le Concours musical international Reine Élisabeth de Belgique, session 2004, est consacré au chant.
La Polonaise Iwona Sobotka remporte le concours.

## Lauréats
- Premier prix : Iwona Sobotka (Pologne)
- Deuxième prix : Hélène Guilmette (Canada)
- Troisième prix : Shadi Torbey (Belgique)
- Quatrième prix : Teodora Gheorghiu (Roumanie)
- Cinquième prix : Diana Axentii (Moldavie)
- Sixième prix : Lionel Lhote (Belgique)

Selon le règlement du concours, aucun classement n'est établi entre les finalistes au-delà du sixième prix. Les six derniers lauréats, listés par ordre alphabétique :
- Aile Asszonyi (Estonie)
- Vladimir Baykov (Russie)
- Talar Dekrmanjian (Syrie)
- Johannes Schendel (Allemagne)
- Hye-Soo Sonn (Corée du Sud)
- Mary Elizabeth Williams (USA)